# Claude François de Malet
Claude François de Malet, francoski general, * 28. junij 1754, Dôle, † 31. oktober 1812, Grenelle.
V svoji karieri je bil: poveljnik nacionalne garde Dôleja, načelnik štaba 6. divizije (1797–99), načelnik štaba Armade Alp (1799), guverner Pavie in Rima. 
Leta 1812 je poskušal izvršiti državni udar proti Napoleonu, a je bil aretiran, 29. oktobra obsojen in 31. oktobra usmrčen s strelskim vodom.